# Il capro espiatorio (film 1921)
Il capro espiatorio è un cortometraggio muto del 1921, diretto da Buster Keaton e Malcolm St. Clair.

## Trama
Dopo essere stato inseguito dalla polizia per aver buttato un ferro di cavallo in faccia ad un poliziotto per sbaglio, aver picchiato un uomo fino a farlo svenire per difendere una donna da questo disturbata ed essersi fatto fotografare per errore al posto di un criminale evaso, Buster fugge via in treno. Arrivato, vede la sua foto segnaletica che avvisa che è un individuo pericoloso: in realtà è la foto che gli è stata scattata per errore al posto del criminale. Buster crede che sia per l'uomo che ha steso e pensa di averlo ucciso. Inseguito per tutta la città dal capo della polizia locale, riesce a seminarlo. Incontrata Virginia, si rifugia a casa della ragazza che scopre essere proprio la figlia del suo inseguitore. Il capo della polizia gli corre dietro per tutto il palazzo; Buster, però, riesce a fare volare via l'ascensore con l'uomo di legge dentro.

## Produzione
Il film fu prodotto dalla Joseph M. Schenck Productions e dalla Buster Keaton Productions.

## Distribuzione
Distribuito dalla Metro Pictures Corporation, il film - un cortometraggio in due bobine - uscì nelle sale cinematografiche USA il 15 maggio 1921.